# Associazione Sportiva Bisceglie 2017-2018
Questa voce raccoglie le informazioni riguardanti l'Associazione Sportiva Bisceglie nelle competizioni ufficiali della stagione 2017-2018.

## Stagione
Nella stagione 2017-2018 il Bisceglie disputa il girone C del campionato di Serie C, con 45 punti ottiene l'undicesimo posto, primo degli esclusi dai Play-off. Nella Coppa Italia di Serie C la squadra nerazzurra allenata da Nunzio Zavettieri vince a settembre il girone H di qualificazione eliminando la Fidelis Andria ed il Monopoli per differenza reti, essendo giunte tutte a tre punti. Poi viene eliminata dal Lecce (2-1) nei sedicesimi del torneo.

## Divise e sponsor
Lo sponsor tecnico per la stagione 2017-2018 è Joma, mentre lo sponsor ufficiale è Emporione
| Casa | Trasferta |

## Rosa
| N. |                       | Ruolo | Calciatore         |
| -- | --------------------- | ----- | ------------------ |
| 1  | Italia (bandiera)     | P     | Diamante Crispino  |
| 2  | Italia (bandiera)     | D     | Mario Prezioso     |
| 3  | Italia (bandiera)     | D     | Ferdinando Raucci  |
| 4  | Senegal (bandiera)    | D     | Layousse Diallo    |
| 5  | Italia (bandiera)     | D     | Andrea Petta       |
| 6  | Croazia (bandiera)    | D     | Ivica Jurkić       |
| 7  | Italia (bandiera)     | A     | Anthony Partipilo  |
| 9  | Croazia (bandiera)    | A     | Ivan Jovanović     |
| 10 | Montenegro (bandiera) | C     | Idriz Toskic       |
| 11 | Italia (bandiera)     | C     | Salvatore D'Ancora |
| 12 | Italia (bandiera)     | P     | Brian Vassallo     |
| 13 | Francia (bandiera)    | D     | Maxime Giron       |
| 14 | Croazia (bandiera)    | C     | Mateas Delić       |

| N. |                                 | Ruolo | Calciatore             |
| -- | ------------------------------- | ----- | ---------------------- |
| 15 | Italia (bandiera)               | D     | Fabio Delvino          |
| 16 | Paraguay (bandiera)             | A     | Richard Lugo           |
| 17 | Italia (bandiera)               | C     | Matteo Montinaro       |
| 18 | Italia (bandiera)               | A     | Alessandro Gabrielloni |
| 19 | Croazia (bandiera)              | C     | Mario Vrdoljak         |
| 20 | Croazia (bandiera)              | C     | Domagoj Boljat         |
| 21 | Italia (bandiera)               | C     | Andrea Risolo          |
| 22 | Italia (bandiera)               | P     | Anton Giulio Alberga   |
| 23 | Italia (bandiera)               | D     | Paolo Migliavacca      |
| 24 | Bosnia ed Erzegovina (bandiera) | D     | Toni Markić            |
| 25 | Brasile (bandiera)              | A     | Paulo Azzi             |
| 26 | Francia (bandiera)              | A     | John-Christophe Ayina  |
| 27 | Italia (bandiera)               | A     | Eugenio D'Ursi         |

## Risultati

### Serie C

#### Girone di andata
| Arbitro: | Raciti (Acireale) |

|  |           |                        |
|  | Marcatori | 49’ Lugo 62’ Partipilo |

| Arbitro: | Chindemi (Viterbo) |

|                             |           |           |
| Partipilo 25’ Montinaro 51’ | Marcatori | 49’ Ayina |

| 9 settembre 2017 3ª giornata |  | – Turno di riposo Bisceglie |  |  |

| Arbitro: | Paterna (Teramo) |

|  |           |                            |
|  | Marcatori | 30’ A. Letizia 90+2’ Cunzi |

| Arbitro: | Meraviglia (Pistoia) |

|          |           |             |
| Delić 8’ | Marcatori | 84’ Tavares |

| Arbitro: | D'Apice (Arezzo) |

|                                               |           |            |
| Caturano 32’ Costa Ferreira 49’ Di Piazza 80’ | Marcatori | 60’ Risolo |

| Arbitro: | Annaloro (Collegno) |

|                    |           |  |
| Ridolfi 45’ (aut.) | Marcatori |  |

| Arbitro: | Cascone (Nocera Inferiore) |

|                          |           |                                     |
| Salvemini 30’ Parigi 39’ | Marcatori | 35’ Paulo Azzi 80’ (rig.) Jovanovic |

| Bisceglie 14 ottobre 2017, ore 16.30 CEST 9ª giornata | Bisceglie        | 0 – 0 referto | Rende | Stadio Gustavo Ventura (747 spett.)\| Arbitro: \| Gualtieri (Asti) \| |
| Arbitro:                                              | Gualtieri (Asti) |               |       |                                                                       |

| Arbitro: | Schirru (Nichelino) |

|                             |           |           |
| Loviso 20’ (rig.) Mungo 62’ | Marcatori | 31’ Petta |

| Arbitro: | Cudini (Fermo) |

|  |           |                                 |
|  | Marcatori | 3’ Marras 48’ Murano 84’ Evacuo |

| Arbitro: | Cipriani (Empoli) |

|                                           |           |               |
| Curiale 4’, 38’ Di Grazia 8’ Russotto 82’ | Marcatori | 60’ Jovanović |

| Arbitro: | Volpi (Arezzo) |

|                                       |           |            |
| Paulo Azzi 58’ (rig.) Jovanovic 90+3’ | Marcatori | 72’ Casoli |

| Andria 11 novembre 2017, ore 20:30 CET 14ª giornata | Fidelis Andria            | 0 – 0 referto | Bisceglie | Stadio degli Ulivi\| Arbitro: \| De Angeli (Abbiategrasso) \| |
| Arbitro:                                            | De Angeli (Abbiategrasso) |               |           |                                                               |

| Arbitro: | Prontera (Bologna) |

|                         |           |              |
| Petta 63’ Jovanovic 86’ | Marcatori | 58’ Paolucci |

| Reggio Calabria 25 novembre 2017, ore 16:30 CET 16ª giornata | Reggina            | 0 – 0 referto | Bisceglie | Stadio Oreste Granillo (3.377 spett.)\| Arbitro: \| Marcenaro (Genova) \| |
| Arbitro:                                                     | Marcenaro (Genova) |               |           |                                                                           |

| Arbitro: | Moriconi (Roma) |

|  |           |               |
|  | Marcatori | 12’ Mucciante |

| Arbitro: | Santoro (Messina) |

|  |           |                      |
|  | Marcatori | 45’ (rig.) Jovanovic |

| Arbitro: | Raciti (Acireale) |

|  |           |                          |
|  | Marcatori | 8’ Corticchia 23’ Corvia |

#### Girone di ritorno
| Arbitro: | Guarnieri (Empoli) |

|                                    |           |            |
| Petta 8’ Delvino 25’ Montinaro 27’ | Marcatori | 37’ Scarpa |

| Brindisi 30 dicembre 2017, ore 18.30 CEST 21ª giornata | Virtus Francavilla | 0 – 0 referto | Bisceglie | Stadio Franco Fanuzzi\| Arbitro: \| Guida (Salerno) \| |
| Arbitro:                                               | Guida (Salerno)    |               |           |                                                        |

| 2017 22ª giornata |  | – Turno di riposo Bisceglie |  |  |

| Arbitro: | Marchetti (Ostia Lido) |

|               |           |  |
| Infantino 32’ | Marcatori |  |

| Arbitro: | Colombo (Como) |

|                                             |           |                    |
| Lescano 14’ Bollino 45+3’ Arcidiacono 90+2’ | Marcatori | 37’ (aut.) Gianola |

| Arbitro: | Viotti (Tivoli) |

|            |           |                            |
| Markić 54’ | Marcatori | 47’ Torromino 82’ Saraniti |

| Arbitro: | Zufferli (Udine) |

|  |           |                           |
|  | Marcatori | 9’ D'Ursi 90+5’ Jovanovic |

| Arbitro: | Rossetti (Ancona) |

|                             |           |                |
| D'Ursi 65’ Joavanovic 90+4’ | Marcatori | 90+1’ Dammacco |

| Arbitro: | Luciani (Roma) |

|                  |           |               |
| D. Gigliotti 79’ | Marcatori | 40’ Jovanovic |

| Bisceglie 11 marzo 2018, ore CEST 29ª giornata | Bisceglie                  | 0 – 0 | Cosenza | Stadio Gustavo Ventura\| Arbitro: \| Garofalo (Torre del Greco) \| |
| Arbitro:                                       | Garofalo (Torre del Greco) |       |         |                                                                    |

| Arbitro: | D'Apice (Arezzo) |

|                               |           |                 |
| T. Silvestri 43’ Polidori 49’ | Marcatori | 38’, 57’ D'Ursi |

| Arbitro: | Valiante (Salerno) |

|               |           |             |
| Delvino 90+1’ | Marcatori | 56’ Barišič |

| Arbitro: | Donda (Cormons) |

|                           |           |            |
| Maimone 74’ Sernicola 90’ | Marcatori | 88’ D'Ursi |

| Arbitro: | Maggioni (Lecco) |

|                   |           |                    |
| D'Ursi 69’ (rig.) | Marcatori | 74’ (rig.) Taurino |

| Arbitro: | I. Guida (Salerno) |

|                            |           |  |
| Sarao 19’ Giron 38’ (aut.) | Marcatori |  |

| Arbitro: | De Remigis (Teramo) |

|            |           |                              |
| Risolo 21’ | Marcatori | 20’ Sciamanna 39’ Pasqualoni |

| Arbitro: | Cosso (Reggio Calabria) |

|            |           |            |
| Liotti 55’ | Marcatori | 56’ D'Ursi |

| Arbitro: | Capone (Palermo) |

|                          |           |               |
| Risolo 11’ Montinaro 58’ | Marcatori | 62’ Turchetta |

| Arbitro: | Provesi (Treviglio) |

|                            |           |                                                        |
| Mastropiero 9’ Addessi 14’ | Marcatori | 4’ Petta 6’ (aut.) Mangraviti 57’ Giron 66’ Paulo Azzi |

### Coppa Italia Serie C

#### Girone H
| Arbitro: | Cascone (Nocera Inferiore) |

|             |           |  |
| Barišič 90’ | Marcatori |  |

| Arbitro: | G. Miele (Nola) |

|                                                         |           |                     |
| Lugo Martinez 44’ Jovanović 57’ Partipilo 60’ Petta 64’ | Marcatori | 14’ (rig.) Paolucci |

#### Fase a eliminazione diretta
| Arbitro: | Valiante (Salerno) |

|                    |           |  |
| Jovanović 76’, 78’ | Marcatori |  |

| Arbitro: | Miele (Nola) |

|                                 |           |                |
| Mancosu 75’ (rig.) Dubickas 90’ | Marcatori | 64’ Paulo Azzi |